# Dinastia Iturbide
La Dinastia Iturbide o Casa de Iturbide és l'antiga dinastia imperial de Mèxic. Després de la independència de Mèxic pel pla d'Iguala per Agustin de Iturbide que establia una monarquia constitucional, anomenada Imperi Mexicà i s'oferia la corona de Mèxic a algun monarca europeu, Agustin de Iturbide va quedar com el president de la regència mexicana, però el tron seguia buit, i el Pla d'Iguala estipulava un govern de monarquia moderada per un congrés. La nit del 18 de maig de 1822 l'aclamació popular desitjosa que Iturbide fos emperador va arribar fins a les portes de la casa d'Iturbide, avui coneguda com a Palacio d'Iturbide a la ciutat de Mèxic. El 19 de maig es va reunir el congrés, Iturbide va manifestar que se subjectaria al que decidissin els diputats, representants del poble, mentrestant la gent aclamava. El congrés no podia contenir a la multitud exaltada, i es van donar dues alternatives: consultar a les províncies o proclamar-lo immediatament. Iturbide va insistir en la primera opció. Els diputats del congrés van votar en secret, el resultat va ser de seixanta-set vots a favor de fer-ho immediatament contra quinze per consultar a les províncies. Per desig popular i per decisió legítima del congrés, el 1822 el recent congrés va confirmar el seu títol com a Agustí I de Mèxic, l'emperador constitucional de Mèxic.
Descendència de l'Emperador Agustin de Iturbide amb Ana María Huarte.
- Agustín Jerónimo de Iturbide y Huarte (1807 - 1864)
- Sabina de Iturbide y Huarte (1809 - 1871)
- Juana María de Iturbide y Huarte (1811 - 1828)
- Josefa de Iturbide y Huarte (1814 - 1891)
- Ángel de Iturbide y Huarte (1816 - 1872)

Agustín de Iturbide y Green
- María Isis de Iturbide y Huarte (1818 - 1849)
- María de los Dolores de Iturbide y Huarte (1819 - 1820)
- Salvador de Iturbide y Huarte (1820 - 1856)

Salvador de Iturbide y de Marzán
- Felipe Andrés María Guadalupe de Iturbide y Huarte (1822 - 1853)
- Agustín Cosme de Iturbide y Huarte (1824 - 1873)
- Jesus de Iturbide y Huarte (1817 - 1841)